# 何子壽
何子壽（1528年—？），字康伯，號颐庵，錦衣衛衣中所官籍，明朝政治人物。

## 生平
嘉靖三十一年（1552年）壬子科順天府鄉試第十名舉人。嘉靖三十八年（1559年）中式己未科會試第一百七十四名，二甲第二名進士。授户部福建司主事，历官湖广承天府知府，隆慶四年（1570年）九月升江西按察司副使、整饬饶州兵备，晋江西右参政，萬曆三年（1575年）十月升按察使，四年二月升本省右布政使。

## 家族
曾祖何玉；祖父何完，冠帶总旗；父何濂，錦衣衛副千戶。前母郭氏；母查氏；繼母任氏。具庆下。弟何子颖，百户。